# Покрштавање Срба
Покрштавање Срба део је христијанизације Словена. У првим вековима је долазило до појединачног примања хришћанства, а од почетка мисије солунске браће дошло је до великог преобраћења српског владара Мутимира, његовог племства и обичног народа у хришћанство, између 867. и 873. године.

## Трајање, околности и резултати
Покртшавање Срба, као и крштење Словена уопште, дуг је и тежак процес, који је трајао вековима.
Због карактера (приморског и загорског) средњовековних српских земаља, а после Великог раскола (1054), разликовале су се три конфесионалне групе Срба:
1. Православни Срби — у Рашкој, садашњој Западној Србији код Дрине
2. Богумили у средњовековној Србији и  Босни
3. Срби католици у Српском приморју

## Извори за христијанизацију Срба
Проблем изучавања овог питања јесте недостатак извора. Главни извори су: Спис о народима, Панегирик Василију I и Тактика цара Лава VI. О најранијој фази пише Порфирогенит који каже да је Ираклије у Србију послао свештенике из Рима. То је, међутим, био кратак период, недовољан да би се покрстио цео српски народ. За покрштавање целог народа били су потребни епископи који би обновили црквену организацију.
Писма која сведоче о покрштавању Срба јесу писмо папе Агатона цару Константину IV (668—685) из 680. године који каже да су упућени многи свештеници да шире хришћанство међу Лангобардима и Словенима, писмо папе Јована X (914—928) упућено далматинском епископу у коме пише да је словенско припадништво архиепископској вери старије од покрштених Саса и писмо папе Јована VIII које је послао 873. године српском кнезу Мутимиру.

## Први христијанизовани Словени и Срби
Сусрети Срба са хришћанима и хришћанским мисионарима могли су почети од 1. века нове ере, али у то време Словени су веровали у надмоћност својих богова (Перун, Световид и други) и нема разлога за за претпоставку да су у значајнијем броју прихватали хришћанство до 6. века.
Током првог века апостол Јаков, дошао је из Палестине у Панонију лађом од до Епидауруса (данас Цавтат) главне римске луке на источној обали Јадрана, а одатле римским путем до Сирмиум (данас Сремска Митровица). Пут га је водио преко Требиња, Билеће, Автовца, Фоче и Лознице (Аб Дринум), У свим овим местима оставио је проповеднике, а у Сирмијуму подигао цркву и поставио светог Андроника за епископа 34. године.
Свети апостол Петар је 42. године дошао истим путем,  проповедао и организовао Цркву на пределу Далмације.  Следеће године он је отишао у Рим, где је поставио свог ученика Лина за епископа римске цркве. Када га је цар Клаудије протерао из Рима Петар је избегао, најпре у Равену и одатле у Панонију.
Свети Петар организује цркву у Панонији и поставља апостола Епенета за поглавара Цркве за префектуру Илирик 49. године (Др Јустин Поповић, Житија Светих, Јун, ст. 653.) Архиепископија за Илирик је остала у Сирмијуму до времена Атилиних ратова, када је, премештена у Солун.
Када су од 6. века, током владавине цара Јустинијана, сукоби Срба са хришћанском државом Византијом постали стални дошло је до веће размене становништва и верских опредељења. Део Словена који је привремено прелазио у службу Византије или живео под влашћу цара Ромеја прихватао је и хришћанство. Поред тога Словени су као заробљенике одводили многе хришћане из Византије. Ти хришћани су могли задржати своју веру док су живели међу Словенима, а можда су преобратили у хришћанство и понеког Словена. Први христијанизовани Словени и Срби за нас остају безимени.
У време насељавања групе Словена на Балканско полуострво у VI и VII веку у већим заједницама били су и даље великом већином многобошци. Хришћане су често узимали као заробљенике и привремено држали као робове, а око 641. папа је послао опата Мартина у Далмацију да откупи хришћане робове од Словена. Црквене установе Римског царства на просторима које су населили  Срби око 631. биле су већином разорене током аварских и словенских напада. Изгледа да се и крајем 7. века и на подручју Солуна дешавало да у невољи хришћани прихватају многобожачке замисли Словена. Победе нехришћанских Словена нису биле вечне а ни вера надмоћност њихових богова.
У 8. веку христијанизација Словена је приметнија. У другој половини 8. века размере христијанизације Словена су биле такве да је Словен Никита изабран 766. за васељенског патријарха у Цариграду. Пре мисије солуске браће дошло је од покрштавања мањег дела Словена (Карантанија, Славонија) и христијанизовања првих истакнутих Срба. Прва сачувана вест да је неки од старешина Срба, тј. Неретљана (Пагањана) примио хришћанство је из прве половине IX века (око 823).

## Ираклијев покушај покрштавања Срба
Византијска традиција коју је забележио цар Константин VII Порфирогенит говори да су Срби прво покрштени у време цара Ираклија. Он пише да Срби на Балкану воде порекло од некрштених Срба, названих и Бели, насељених са оне стране Турске (Мађарске). Према Порфирогениту цар Ираклије (610—641) населио је Србе на територији која је раније опустошена од Авара. Потом их покрсти довевши свештенике из Рима и научивши их да правилно врше дела побожности. Ово прво покрштавање, уколико се узме као историјска чињеница, није оставило дубљег трага. Могуће је да су хришћански свештеници у време цара Ираклија отишли међу Србе и понекога покрстили, али ти покрштени или нису били праве старешине Срба, тј. били су њихови пратиоци, или нису искрено и трајно прихватили прелазак у нову веру. То је могао био само први покушај да се Срби покрсте. Масовно покрштавање није се десило тада. Можда о слободи мисионарства (покрштавања) међу Србима у време Ираклија говори и писање Попа Дукљанина да првих неколико српских владара, који су били многобошци, нису прогонили хришћане. Већа средишта хришћанства остали су градови на обалама Јадранског мора који су били под влашћу византијског цара. Из њих су Срби појединачно примали хришћанство.
У биографији свога деде Василија, Порфирогенит пише да су Срби одбацили свето крштење током владавине Михаила II Муцавца (820—829).

## Покрштавање у Срба (око 868)
Масовно покрштавање Срба могло је бити извршено тек када је владарска породица била покрштена. Прва сачувана вест да је неки старешина Срба, тј. Неретљана (Пагањана) примио хришћанство је из прве половине IX века. Тада је склопљен и мир Срба из Паганије са Венецијом, а српски старешина који је боравио у Венецији примио је хришћанство, свакако на захтев домаћина. Мир није остао трајан, зато није чудно да ни покрштавање, које је могло бити део споразумевања, није имало већи значај. До коначног покрштавања у српском владарском роду дошло је у време владавине Мутимира и његове браће у Србији у другој половини IX века. Тада се јавља и сигуран знак покрштавања Срба. То су прва хришћанска светачка имена у српском владарском роду. Први Срби у владарској породици са хришћанским именима су Петар Гојниковић и Стефан, син кнеза Мутимира.
Покрштавање Срба догодило се у време делатности Методија и Константина (у монаштву Ћирила) и њихових ученика. Уз благослов васељенског патријарха Фотија I Константин и Методије су послати 862. из Солуна, а у пролеће 863. су са деловима верских књига које су превели на словенски, стигли у Велику Моравску на покрштавају Словене многобошце. Убрзо после почетка мисије Методија и Ћирила, долазак византијске војске на бугарску границу, убедио је кнеза Бориса да са Бугарима прими хришћанство из Византије око 864. Сигурно је да је у то време долазило много мисионара са југа, али и са севера од солунске браће и да је Византија од владара Срба тражила да се покрсти са народом.
После покрштавања Бугара, долазак јаке византијске флоте у Далмацију 867. или 868. коначно је убедио српске кнежеве да морају попустити пред захтевима Византије и цара Василија I (867—886) и покрстити се. Према писању Порфирогенита Срби се тада „пошаљу посланике тражећи и молећи да некрштене међу њима покрсти и да буду, као од почетка, потчињени царству Ромеја”, а Василије I им посла царског посланика са свештеницима и покрсти све који се затекоше некрштени. Неколико година касније 873. папа Јован VIII у писму српском кнезу Мутимир се обраћа као хришћанину и тражи од њега да призна за верског вођу архиепископ Методија, старешину Панонске епархије. Дакле између 867. и 873. дошло је до покрштавања српске владарске породице и народа.
Само покрштавање у Србији можда треба замислити слично онако како је Нестор описао покрштавање Руса у Повести прошлих лета, а које се догодило један век касније. Мутимир и његова браћа одлучили су да склопе споразум о пријатељству са царем Василијем I, али то је вероватно значило и да признају цареву врховну власт. Цар је од њих затражио да прихвате његов поглед на свет и приме веру у Христа и у Србију послао свештенике да обаве свечано покрштавање. Српски владари позвали су своје поданике „богате и сиромашне” да дођу на обалу неке реке и буду покрштени у њеној води. Онима који се оглуше о позив владарске породице и остану верни старим боговима запретили су да ће тим поступком постати непријатељи својих кнежева. Тако су српски владари, војници и део народа могли бити покрштени око 868. Према проценама приближно у то време крајем 9. или почетком 10. века изграђена је Петрова црква у Расу.

## Последице
Примањем хришћанства код Срба је прихваћена и представа о свету као хришћанској васељени на чијем челу стоји византијски цар као Христов намесник на земљи. Током Василијеве владавине Ћирило и Методије спроводе своју мисију у Великоморавској кнежевини. Бугарска такође прима хришћанство. Пошто је у то време византијски утицај продирао само из приморских градова, мисионарски рад обављали су свештеници из приморских области. Архиепископија у Сплиту имала је црквену власт и над областима које су лежале дубоко у унутрашњости.
Покрштавање Србије доприносило је јачању позиције српског кнеза који је тиме стекао легитимитет своје власти који је потврђен из Цариграда. Византија је тако уносила владарску идеологију у Србију. Византија се од друге половине 9. века меша у спољну политику Србије и њене односе са Бугарском. Властимир и Мутимир су сузбили два бугарска напада и одржали се као византијски штићеници. Њихове потомке Византија је подржавала у тешким временима Симеонове владавине. Бугарски штићеници који су постављани на престо брзо су мењали страну и враћали се Византији јер су добро знали да легитимитет њихове власти не долази из Преслава или из Плиске већ из Цариграда.

## Извори и литература